# Lana Barić
Lana Barić (Split, 11. prosinca 1979.), hrvatska je kazališna, televizijska i filmska glumica.

## Životopis

### Karijera
Lana Barić diplomirala je na Akademiji scenskih umjetnosti u Sarajevu 2005. godine. Već tijekom Akademije glumi u mnogim predstavama, te tako surađuje s najznačajnijim redateljima Bosne i Hercegovine kao što su Haris Pašović, Gradimir Gojer i Aleksandar Jevđević. 2003. godine za ulogu Olivere u predstavi Phoenix je sagorio uzalud dobila je nagradu "Sanel Agić" za najboljeg mladog glumca na Festivalu bosanskohercegovačke drame u Brčkom. Surađuje i s televizijom te gostuje u serijalima, a glumi manje uloge u serijama Crna hronika i Viza za budućnost te u filmovima Go West Ahmeda Imamovića, CO/MA Mike Figgisa i Naša muzika kultnog redatelja Jean-Luc Godarda. 
2005. godine prolazi na audiciji te dobiva ulogu u predstavi Humble Boy zagrebačkog kazališta Mala scena u režiji Ivice Šimića. Predstava se izvodi na engleskom jeziku koji je usavršila živeći nekoliko godina u Engleskoj. 
Iste godine dobiva ulogu Klitemestre u predstavi Ifigenija mlade dramatičarke Lane Šarić u režiji Ivice Šimića. Ta uloga joj je priskrbila brojne nagrade uključujući prestižnu Nagradu hrvatskog glumišta u kategoriji mladog umjetnika do 28 godina, kao i specijalnu nagradu sponzora te nagradu žirija za najbolju žensku ulogu na Međunarodnom festivalu za mlade "Rainbow", u Sankt Peterburgu u Rusiji. 
Prve godine profesionalnog života u Hrvatskoj provodi uz kazalište Mala scena gdje igra i u ostalim predstavama kao što su Kako živi Antuntun? i Bum Tomica. Potom surađuje i sa Splitskim ljetom gdje igra u predstavama Gorana Golovka. 
U Zagrebu nakon suradnje s kazalištem Mala scena nastavlja surađivati s nezavisnim skupinama, te u off projektima hrvatskog kazališta vezanim najviše za kazalište Teatar ITD gdje igra u predstavama Toranj loše glazbe Nik Djurića, Elektra Ivana Plazibata, Smrt u Veneciji/Enej i Didona Olivera Frljića, Disleksija Irene Čurik, Zadatak Mirana Kurspahića i drugima. 
2008. igra u popularnoj hrvatskoj seriji "Stipe u gostima". 
2009. godine snima kratki film Žuti mjesec u sklopu omnibusa Zagrebačke priče za koji dobiva odlične kritike i nagradu Breza za najboljeg debitanta na Pula Film Festivalu 2010. godine. Ulogom očajne žene dobiva veliku pozornost kritike i javnosti, kao i sjajan novi početak filmske karijere, ovog puta hrvatske. Slijede uloge u mnogim filmovima kao što su "Majka asfalta" Dalibora Matanića i "Noćni brodovi" Igora Mirkovića. 
2010. dobiva sjajne kritike za ulogu Grozdane u predstavi Drama o Mirjani i ovima oko nje Ivora Martinića u režiji Anje Maksić Japundžić i produkciji Hrvatskog narodnog kazališta u Zagrebu. 2011. postaje članica ansambla drame HNK Zagreb gdje potom igra u mnogim produkcijama, no također nastavlja svoju suradnju s nezavisnim kazališnim skupinama.
2020. napisala je scenarij i odglumila glavnu ulogu u hrvatskom dramskom filmu "Tereza37". Film je odabran kao hrvatski film za najbolji međunarodni dugometražni film na 94. dodjeli Oskara. 
Jedna od dvadeset potpisnika pisma upućenog zagrebačkom gradonačelniku Milanu Bandiću, u kojemu izražavaju svoju zabrinutost imenovanjem Zlatka Hasanbegovića članom Kazališnog vijeća HNK Zagreb.
Potpisnica je Deklaracije o zajedničkom jeziku u kojoj se tvrdi da se u Hrvatskoj, Bosni i Hercegovini, Srbiji i Crnoj Gori govore nacionalne standardne varijante zajedničkog policentričnog standardnog jezika.

## Filmografija

### Televizijske uloge
- "Da sam ja netko" kao Ives (2015.)
- "Markov trg" kao Mirjana Gruber-Cicvarić (2014.)
- "Stipe u gostima" kao Nives (2008. – 2014.)
- "Viza za budućnost" kao Kiki (2006.)
- "Crna hronika" kao Aiša (2004.)

### Filmske uloge
- "Tereza37" kao Tereza (2020.)
- "Transmania" (2016.)
- "Trampolin" kao Helena (2016.)
- "Belladonna" (2015.)
- "Nedjelja" kao majka (2015.)
- "Ti mene nosiš" kao Ives (2015.)
- "Kosac" kao Ana (2014.)
- "6, pola 7" (2014.)
- "Šuti" kao mama (2013.)
- "Zagonetni dječak" kao profesorica (2013.)
- "Zabranjeno smijanje" kao Biba (2012.)
- "Noćni brodovi" kao Anja (2012.)
- "Prva dama Dubrave" kao mama (2011.)
- "Majka asfalta" kao Višnja (2010.)
- "Žuti mjesec" kao Lana (2010.)
- "Zagrebačke priče" (2009.)
- "Go West" kao djevojka na gliseru (2005.)
- "Co/Ma" kao Edwina (2004.)
- "Notre musique" (2004.)
- "Sugar-Free" kao djevojka (2001.)

### Sinkronizacija
- "Avanture obitelj Bigfoot" (2021.)
- "Avioni 2: Nebeski vatrogasci" kao Dinamit (2014.)

## Nagrade
- Nagrada Sanel Agić za najboljeg mladog glumca na Festivalu bosanskohercegovačke drame za ulogu Olivere u predstavi Phoenix je sagorio uzalud, 2003.
- Nagrada žirija i Specijalna nagrada sponzora za najbolju žensku ulogu, za ulogu Klitemnestre u predstavi Ifigenija Kazališta Mala scena, Međunarodni festival za mlade Rainbow, Sankt-Peterburg, Rusija, 2006.
- Nagrada hrvatskog glumišta za izuzetno ostvarenje mladih umjetnika do 28 godina – ženska uloga: za ulogu Klitemnestre u predstavi Ifigenija, Kazališta Mala scena iz Zagreba, 2006.
- Nagrada Judita 53. Splitskog ljeta za izuzetno glumačko ostvarenje ansambla predstave 'Libar o' Libra Marka Uvodića', 2007.
- Nagrada Breza za najboljeg debitanta na Festivalu igranog filma u Puli, za glavnu žensku ulogu u segmentu Žuti mjesec filma Zagrebačke priče, 2009.
- Nagrada za najbolju žensku ulogu na Brussels Short Film Festivalu za ulogu u filmu Zvonimira Jurića Žuti mjesec, 2011.
- Zlatna arena za najbolju sporednu žensku ulogu na Festivalu igranog filma u Puli za ulogu u filmu Lukasa Nole Šuti, 2013.
- Torre del Serpe nagrada za najbolji scenarij za film "Tereza37" u režiji Danila Šerbedžije, 2021.
- Nagrada Leskovačkog Internacionalnog Festivala Filmske Režije (LIFFE) za najbolju žensku ulogu u filmu "Tereza37", 2021.
- Moonwalker nagrada Nòt Film Festa za najbolju glumačju izvedbu u igranom filmu "Tereza37", 2021.

## Vanjske poveznice
- Lana Barić u internetskoj bazi filmova IMDb-u (engl.)
- Biografija na stranici HNK Zagreb